# 센트럴 페더레이션 리그
센트럴 페더레이션 리그(영어: Central Federation League) 뉴질랜드 북섬 중부 지역에 위치한 축구 클럽을 대상으로 센트럴 풋볼에서 운영하는 아마추어 축구 리그이다. 현재 캐피털 풋볼 이 관리하는 센트럴 리그 아래에 있는 뉴질랜드의 축구 리그 시스템의 3부 리그에 속하며 타라나키, 마나와투황가누이, 혹스베이, 기즈본 지역의 클럽들이 참가한다.